# Каменев, Антон Евгеньевич
Антон Евгеньевич Каменев (род. 15 января 1986, Москва) — российский спортсмен, член олимпийской сборной команды России по лыжному двоеборью на Олимпиаде в Турине. Мастер спорта России.
Первым тренером Антона был отец Евгений Каменев, затем Николай Васильевич Васильев.
Накануне Игр в Ванкувере дисквалифицирован из-за допинга